# Gottfrid Sjöholm
Loretz Gottfrid Sjöholm, född 4 april 1877 i Kågeröds församling i Malmöhus län, död 26 mars 1970 i Göteborgs Annedals församling i Göteborg, var en svensk skolman.
Gottfrid Sjöholm var son till lantbrukaren Anders Persson och Johanna Sjöholm. Han utexaminerades 1898 från Folkskoleseminariet i Lund och anställdes samma år vid Göteborgs folkskolor. År 1910 blev han lärare i övningsskolan vid Folkskoleseminariet i Göteborg, där han verkade till sin avgång 1938. Sjöholm var 1912–1921 även lärare i teoretisk trädgårdsskötsel vid seminariet och tjänstgjorde 1920–1923 som Skolöverstyrelsens konsulent för skolträdgårdsskötsel. Sjöholm visade stort intresse för det nya ämnet hembygdskunskap eller hembygdsundervisning med arbetsövningar, som genom 1919 års undervisningsplan upptogs bland folkskolans läroämnen. Han utförde ett banbrytande arbete i fråga om detta ämnes metodik dels genom sin undervisning och handledning av blivande lärare, dels och ej minst genom en omfattande författar- och kursverksamhet, föredrag med mera. Bland hans skrifter märks Handledning vid undervisningen i hembygdskunskap (1-3, 1916–1923, tillsammans med A. Goës), Skolträdgårdsundervisningen (1917, 3:e upplagan 1923), Handledning vid modersmålsundervisningen under 1:a och 2:a skolåren (1-2, 1932–1933) samt Från arbetslivet i skolan (1944). Därjämte har han utgett läseböcker, arbetsövningar och andra undervisningshjälpmedel i olika ämnen. Han var medredaktör i tidskriften Skola och samhälle från dess start 1920 och var 1930–1952 dess utgivare.